# Joy Division
Joy Division engleski je post-punk sastav formiran nakon eksplozije punka u Engleskoj. Joy Division je bio prvi sastav punk pokreta koji svojim glazbenim izričajem više nije naglašavao srdžbu i energiju nego ugođaj, ekspresiju i izražavao raspoloženje, čime je udario temelje alternativne glazbe 80-tih godina. Usprkos dosta tvrdom i sirovom početku kojim se nije razlikovao od drugih punk sastava na tadašnjoj sceni, Joy Division je, nakon što je u svoju glazbu uključio i sintisajzer sve više naglašavajući melodioznost prožetu introvertnim i melankoličnim tekstovima frontmena grupe Iana Curtisa, usmjerio dio punk pokreta prema alternativnoj glazbi kasnijih godina. Krajem 70-tih godina, kada je cijeli svijet bio šokiran punkom i njegovim protagonistima, glazbom Joy Divisiona, njezinom emotivnom i glazbeno-estetskom snagom, u krilu punka rađalo se sjeme onoga što će doći s njegovim postepenim nestajanjem sa scene.

## Životopis
Joy Division je utemeljen početkom 1977. godine, a nedugo nakon Sex Pistolsa iste godine i prvi puta su se pojavili pred publikom u Manchesteru. Gitarist Bernard Albrecht (rođen kao Bernard Dicken, 4. siječnja 1956.) i basist Peter Hook (rođen 13. veljače 1956.) su prvobitno bili utemeljili sastav Stiff Kittens, a nakon toga su u sastav uključili i vokala Iana Curtisa (rođenog 15. srpnja 1956.) i bubnjara Stevea Brotherdalea koji je sam sebe nazivao Warsaw po pjesmi Davida Bowiea. U svibnju 1977. uslijedio je prvi nastup i to u Manchester's Electric Circusu. Nakon što su snimili nekoliko demosnimaka sastav je u kolovozu 1977. napustio bubnjar Steve Brotherdale, a njegov nasljednik je bio Stephen Morris (rođen 28. listopada 1957.)
Sastav je krajem 1977. promijenio ime u Joy Division koje je bilo inspirirano novelom poljskog Židova Yehiela De-Nura koji je pisao pod pseudonimom Ka-tzetnik 135633, s temom Drugog svjetskog rata pod nazivom "Kuća lutaka" u kojoj je naziv Joy Division (Vesela divizija) bio korišten u slengu za grupu žena koje su u koncentracijskom logoru u nacističkoj Njemačkoj bile prisiljavane da se prostituiraju s nacistima.
Nastupajući tijekom 1978., najčešće na sjeveru Engleske upoznali su nekoliko glazbeno utjecajnih osoba i to: Roba Grettona, manchesterskog DJ-a koji je postao manager sastava, Tonyja Wilsona, TV novinara i vlasnika glazbeno izdavačke kuće i Dereka Branwooda, jednog od rukovoditelja glazbeno izdavačke kuće RCA koji je prvi u svibnju 1978. načinio tonski zapis koji je bio osnova kasnijeg prvog samostalnog albuma Joy Divisiona. Nekoliko pjesama s te snimke odisalo je punk energijom, a ostatak je iskazao ono što će biti zaštitni znaci Joy Divisiona u daljnjem periodu: emocionalni nemir i očaj Iana Curtisa, Hookov brundajući bas i nazupčani rifovi s gitare Bernarda Albrechta. 
Prva ploča koju je izdao Joy Division bio je extended play pod nazivom "An Ideal for Living" u lipnju 1978. pod imenom vlastite izdavačke kuće Enigma. Početkom 1979. glazbena javnost iskazala je priličan interes za novi zvuk koji je sastav izbacio na tržište pa se Joy Division sve češće pojavljuje u medijima. S producentom Martinom Hannettom sastav je započeo snimanje novog materijala pa je u srpnju 1979. izišao prvi album "Unknown Pleasures" koji je izazvao oduševljenje kritičara i publike, te se dugo zadržao na nezavisnim top-ljestvicama u Ujedinjenom Kraljevstvu.
Nakon izdavanja albuma "Unknown Pleasures", u drugom dijelu 1979. Joy Division je krenuo na turneju na kojoj su, zbog svoje žestoke svirke i nekonvencionalne predstave tijekom koncerata, a i zbog glasina koje su kružile o bolesti Iana Curtisa, vrlo brzo stjecali nove poklonike. Ian Curtis je inače patio od epilepsije i depresije i bio je sklon teškim duševnim stanjima i lomovima, pa je uskoro, u nekim trenucima, na sceni bilo teško razlikovati njegovo koncertno izvođenje i napadaje bolesti. Nakon kratkog odmora krajem 1979. Joy Division je početkom 1980. nastavio svoju europsku turneju na kojoj su mnogi koncerti bili otkazani zbog zdravstvenog stanja Iana Curtisa. 
U travnju 1980. sastav je započeo snimanje svog novog albuma koji je izišao na tržište ubrzo, u travnju 1980. pod nazivom "Closer". Singl s albuma bio je odlično primljen, no i dalje se nije mogao pomaknuti izvan neovisnih top-lista. Tijekom svibnja 1980. sastavu je ugovorena turneja po SAD-u. Prije turneje imali su dva tjedna odmora, a dva dana prije predviđenog leta Ian Curtis je izvršio samoubojstvo vješanjem u svome stanu. Smrću Iana Curtisa Joy Division je prestao postojati. Tragična je činjenica da se to dogodilo u trenutku kada se sastav svojim albumom  "Love Will Tear Us Apart" potpuno etablirao na glazbenoj sceni i krenuo prema komercijalizaciji svog stvaralaštva. 
U siječnju 1981. članovi Joy Divisiona Peter Hook, Bernard Albrecht (od tada Bernard Sumner), te Stephen Morris osnivaju novi sastav pod imenom New Order koji je svojom glazbom izišao iz sjene Iana Curtisa te glazbu sastava usmjerio na electronic dance glazbu.
Joy Division je za vrijeme svog kratkog postojanja izvršio veliki utjecaj na razvoj glazbe svog vremena i utjecao na mnoge glazbenike. Svojom originalnom i nekonvencionalnom glazbom i izvođenjem stekli su kultni status među obožavateljima glazbe širom svijeta.

## Diskografija
- An Ideal for Living, 1978. Extended play
- Unknown Pleasures, 1979., album
- Closer, 1980., album

## Vanjske poveznice
- neslužbene stranice
- Joy Division - The Eternal